# 땅콩 껍질 속의 연가
땅콩 껍질 속의 연가는 1979년 공개된 대한민국의 영화이다.

## 배역
- 신성일 : 김일도 역
- 임예진 : 주리 역
- 오현경
- 여운계
- 김진해
- 추석양
- 김영철